# Сејф ел Араб ел Гадафи
Сејф ел Араб ел Гадафи (арап. سيف العرب القذافي; Триполи, Либија, 1982 — Триполи, Либија, 30. април 2011) био је шести син либијског вође Муамера ел Гадафија.
Рођен је 1982. године у либијској престоници Триполију. Родитељи су му либијски вођа Муамер ел Гадафи и Сафија Фаркаш. У Триполију је ишао у југословенску основну школу. Био је студент у Њемачкој. Погинуо је 30. априла 2011. године током ваздушног напада НАТО снага. Током напада погинуло је и троје Гадафијевих унучади. Портпарол Општег народног комитета др Муса Ибрахим тврдио је да је ово био директан покушај убиства либијског вође.
Сахрањен је у понедјељак 2. маја 2011. године.